# Márta Kropkó
Márta Kropkó (2003) es una deportista húngara que compite en triatlón y acuatlón.
Ganó una medalla de bronce en los Juegos Europeos de Cracovia 2023 en triatlón, en la prueba de relevo mixto. Además, obtuvo una medalla de plata en el Campeonato Mundial de Acuatlón de 2022 y dos medallas de bronce en el Campeonato Europeo de Acuatlón, en los años 2019 y 2022.

## Palmarés internacional
| Juegos Europeos | Juegos Europeos    | Juegos Europeos   | Juegos Europeos |
| Año             | Lugar              | Medalla           | Prueba          |
| --------------- | ------------------ | ----------------- | --------------- |
| 2023            | Cracovia (Polonia) | Medalla de bronce | Relevo mixto    |

| Campeonato Mundial | Campeonato Mundial    | Campeonato Mundial | Campeonato Mundial |
| Año                | Lugar                 | Medalla            | Prueba             |
| ------------------ | --------------------- | ------------------ | ------------------ |
| 2022               | Šamorín (Eslovaquia)  | Medalla de plata   | Individual         |
| Campeonato Europeo |                       |                    |                    |
| Año                | Lugar                 | Medalla            | Prueba             |
| 2019               | Târgu Mureș (Rumania) | Medalla de bronce  | Individual         |
| 2022               | Bilbao (España)       | Medalla de bronce  | Individual         |